# Dieva deli
Dieva deli – łotewska nazwa synów boga nieba Dievsa. Bracia bliźniacy personifikujący planetę Wenus jako dwie gwiazdy Poranną i Wieczorną, wyobrażani byli w postaci dwóch koni. Opiekunowie słońca (Saule); kowale, twórcy sklepienia niebieskiego, uznawani byli za dobroczyńców ludzkości.